# Hôpital Boucicaut
L’hôpital Boucicaut est un ancien hôpital parisien de l'Assistance publique - hôpitaux de Paris (AP-HP), situé au 78, rue de la Convention dans le quartier de Javel du 15e arrondissement. Il a fonctionné  de 1897 à fin 2000, lorsque ses services ont été intégrés à l'Hôpital européen Georges-Pompidou. Le site a été aménagé en écoquartier intégrant des bâtiments de l'ancien hôpital,.
L'hôpital occupait un quadrilatère formé par les rues Lacordaire, de la Convention, de Lourmel, des Cévennes.

## Historique
L'hôpital est construit de 1894 à 1897 grâce au legs de Marguerite Boucicaut (1816-1887), veuve d'Aristide Boucicaut. Tous les deux furent les cofondateurs et propriétaires du grand magasin parisien Au Bon Marché, qu'elle contribua à développer avec ce dernier. L'hôpital est officiellement inauguré le 1er décembre 1897 en présence du président Félix Faure, trois ans après le début des travaux et l'acquisition des terrains. Élevé selon les plans de Legros père et fils, il est constitué de huit pavillons de deux étages en briques, séparés par des jardins pour éviter la contagion. L'hôpital Boucicaut en 1897 a une capacité de 206 lits dont quelques-uns sont réservés au personnel du Bon Marché,. 
Le 6 août 1918, durant la première Guerre mondiale, un obus lancé par la Grosse Bertha explose au no 78 rue de la Convention dans la cour de hôpital Boucicaut.
C'est dans un bâtiment au fond de cet hôpital, au-dessus du laboratoire de biologie, au premier étage, qu'était hébergé le Laboratoire d'Eutonologie auto-financé (CEPEBPE) du professeur Henri Laborit, neurobiologiste, de 1958 à 1995. C'est aussi dans le bâtiment D que le professeur Raymond Vilain installa son service et y créa avec le docteur Vladimir Mitz le premier service d'urgences mains d'Europe ainsi que le label "S.O.S. mains"; ce fut aussi un centre pour l'avènement et le développement de techniques opératoires innovantes  : pratique des techniques microchirurgicales avec les premières réimplantations des membres et des doigts, les transplants de lambeaux libres micro-revascularisés, les premières reconstructions de pouce par transferts d'orteils, accueil et lancement en France de la liposuccion et des liftings biplans.
L'hôpital Boucicaut est désaffecté en 2000 et les services sont déplacés à l’Hôpital européen Georges-Pompidou. Le projet urbain de rénovation du secteur prévoit la conservation de certains bâtiments dont le pavillon d'entrée situé au 78, rue de la Convention et la construction de logements (en partie sociaux), de commerces et d'équipements collectifs dont une école (placé justement au numéro 78 de la rue de la Convention). La statue qui honore la bienfaitrice porte sur son piédestal l'inscription qui exprime le souhait de Marguerite Boucicaut : « En léguant tout ce qui reste de ma fortune à l’Administration la plus puissante pour assister les malheureux, mon unique pensée a été de venir aussi utilement que possible au secours des souffrants et des misérables ». 

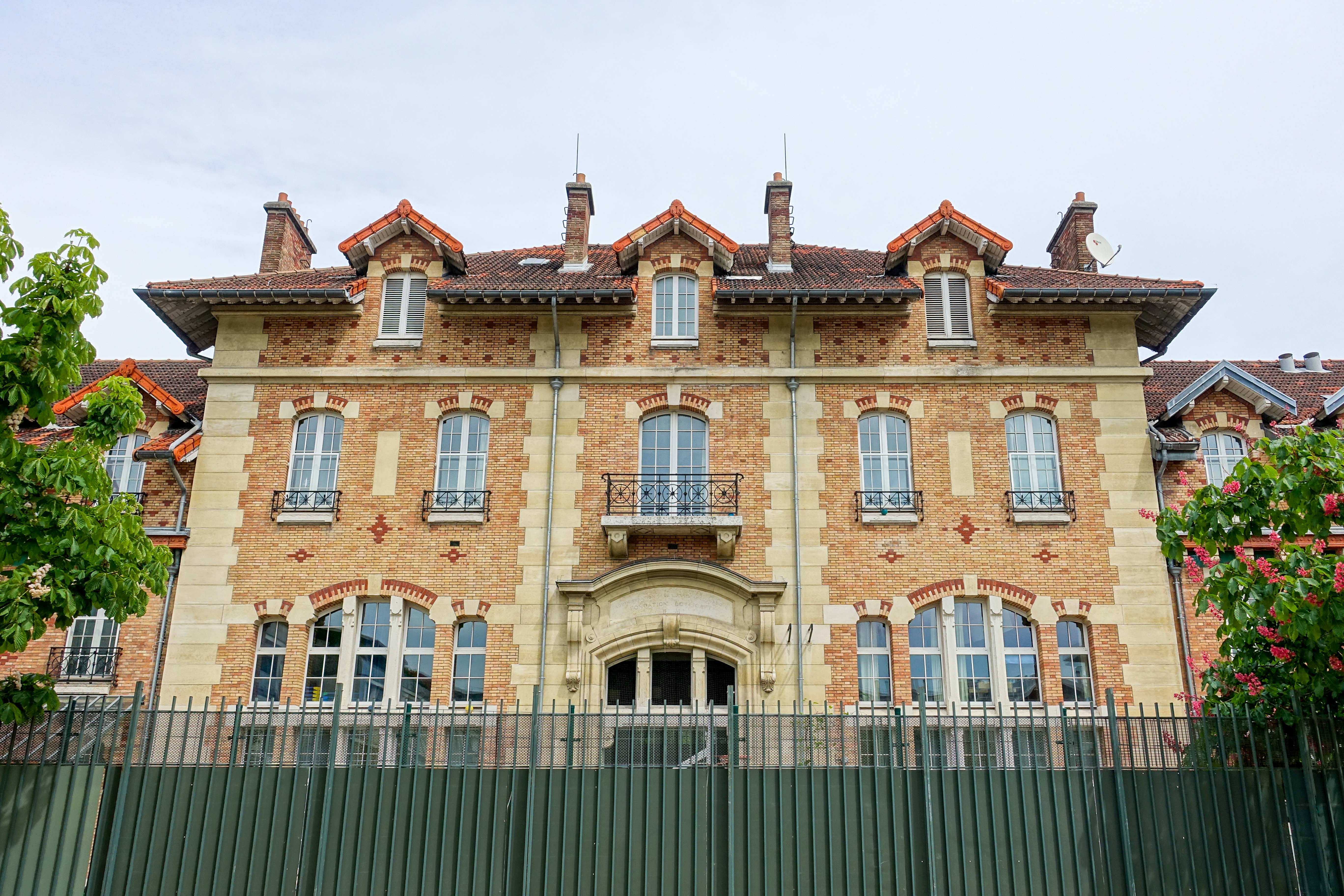
Jardin de l'ancien hôpital Boucicaut.
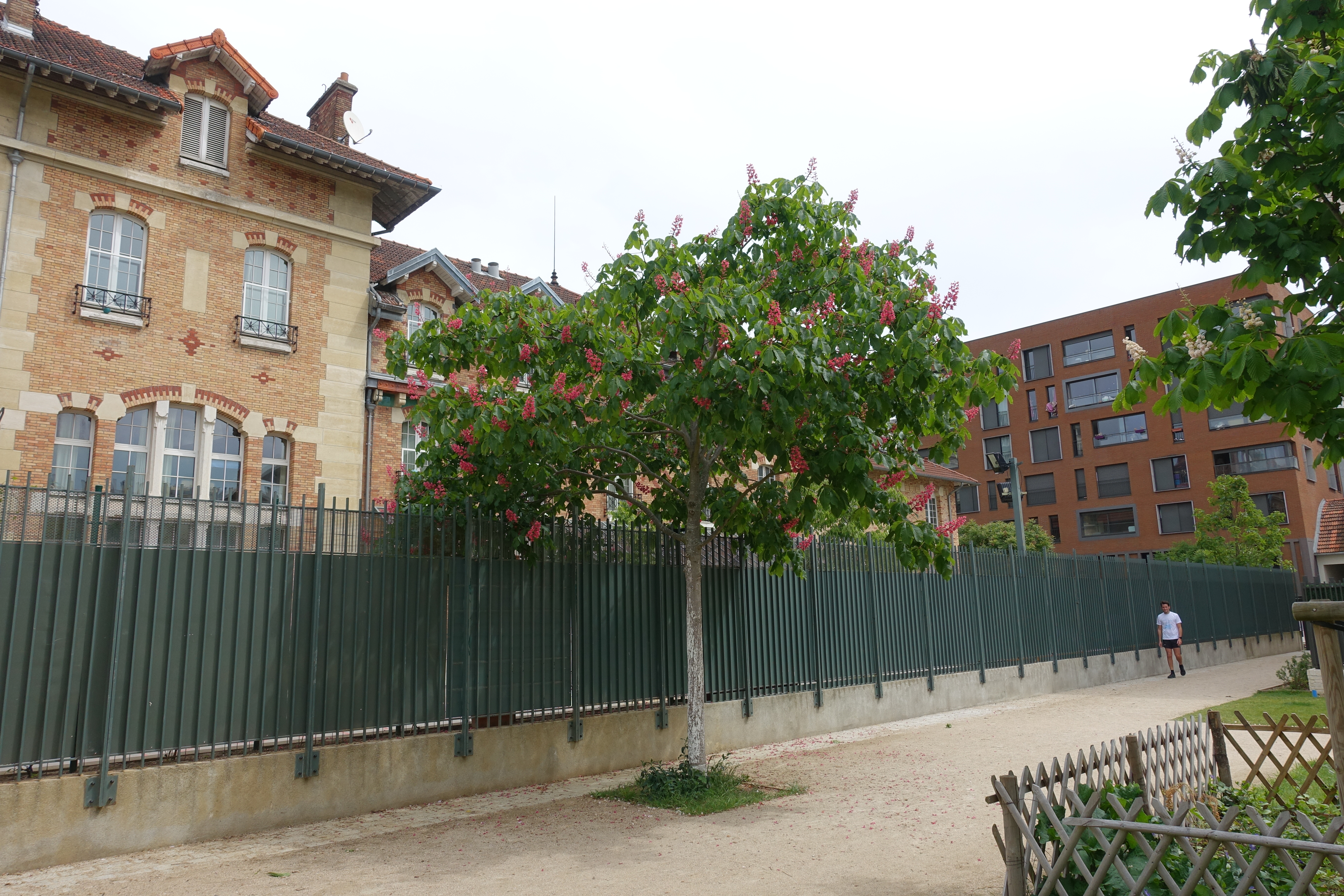
Écoquartier Boucicaut, avec un des anciens pavillons conservés.
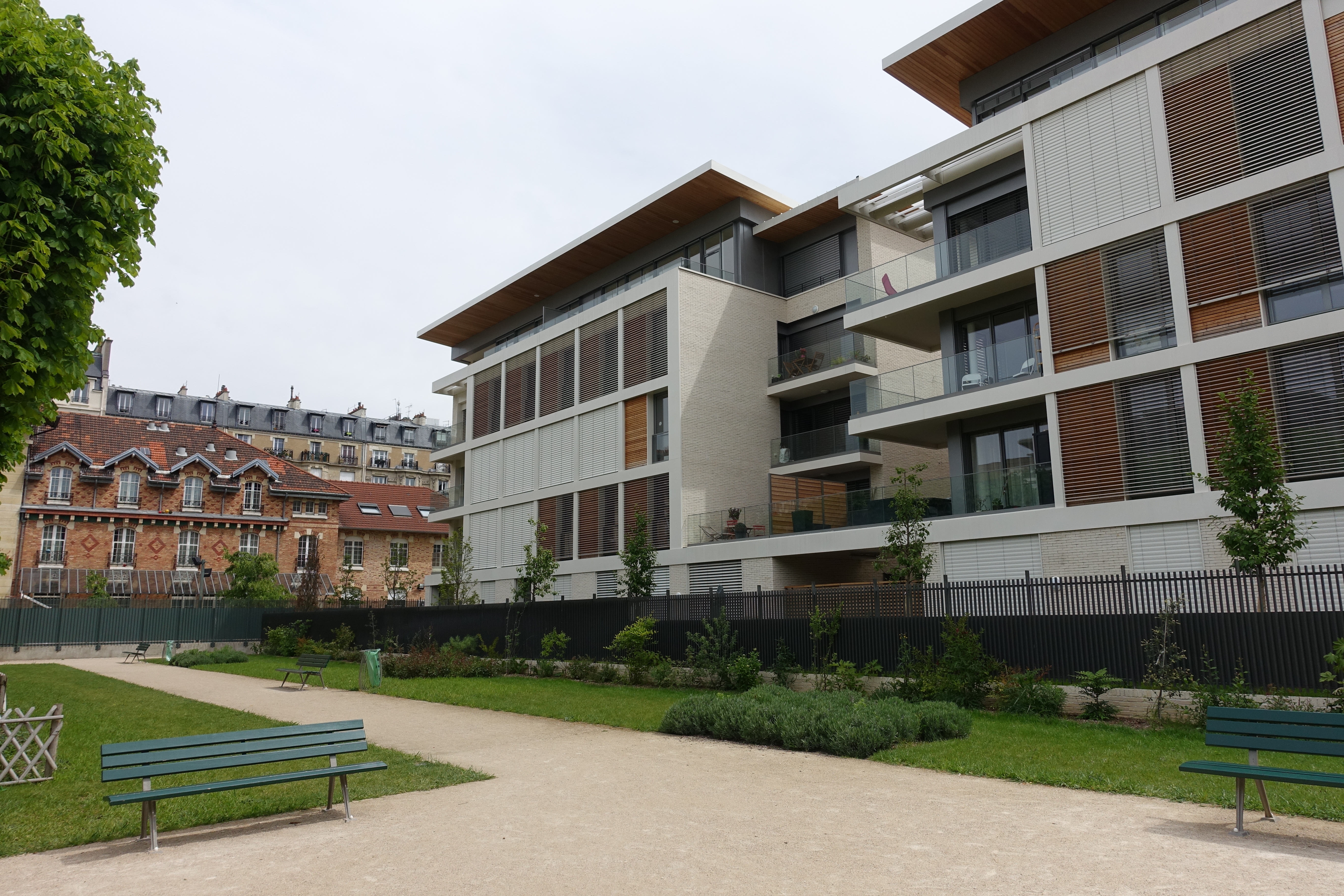
Anciens et nouveaux bâtiments.
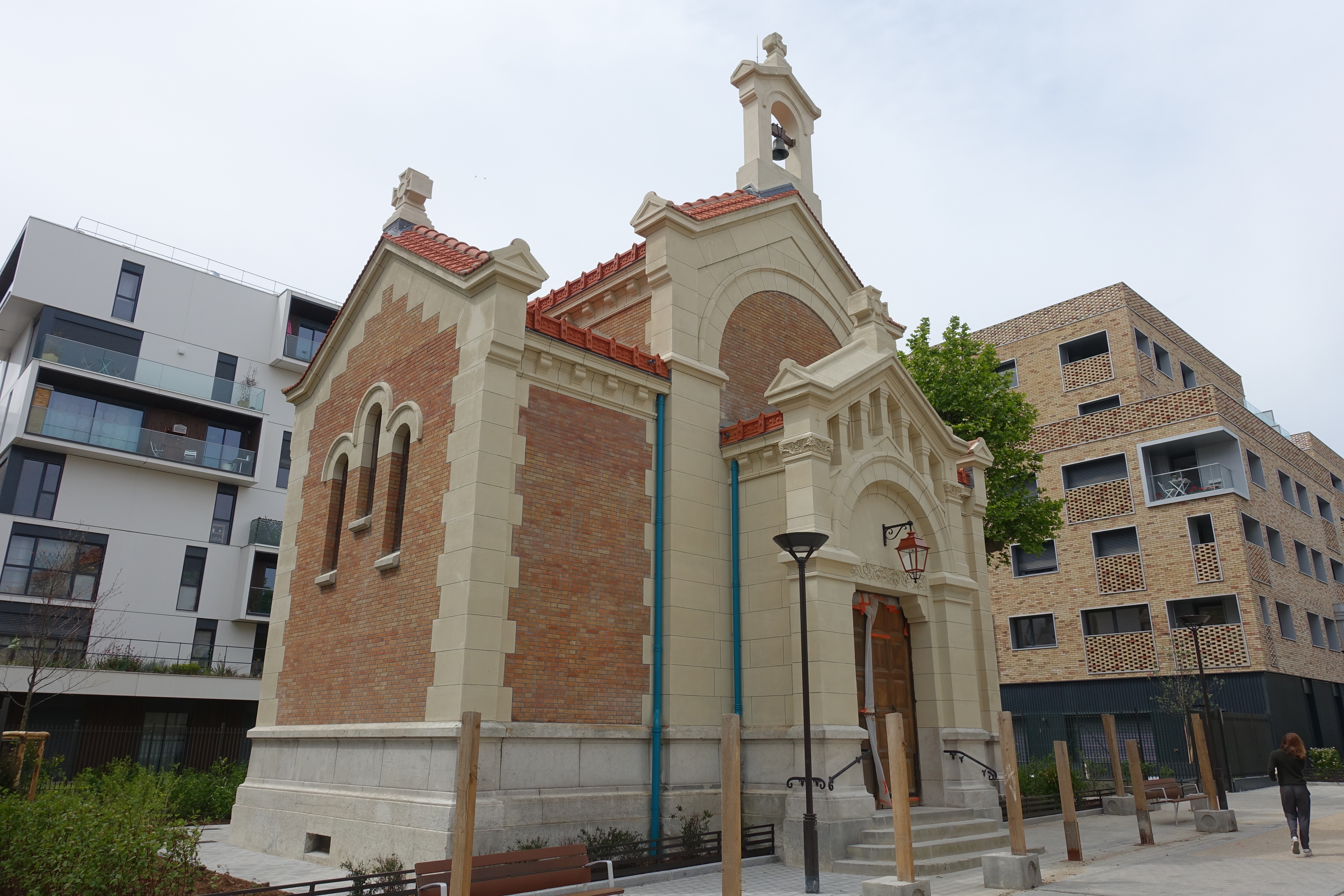
Ancienne chapelle conservée.
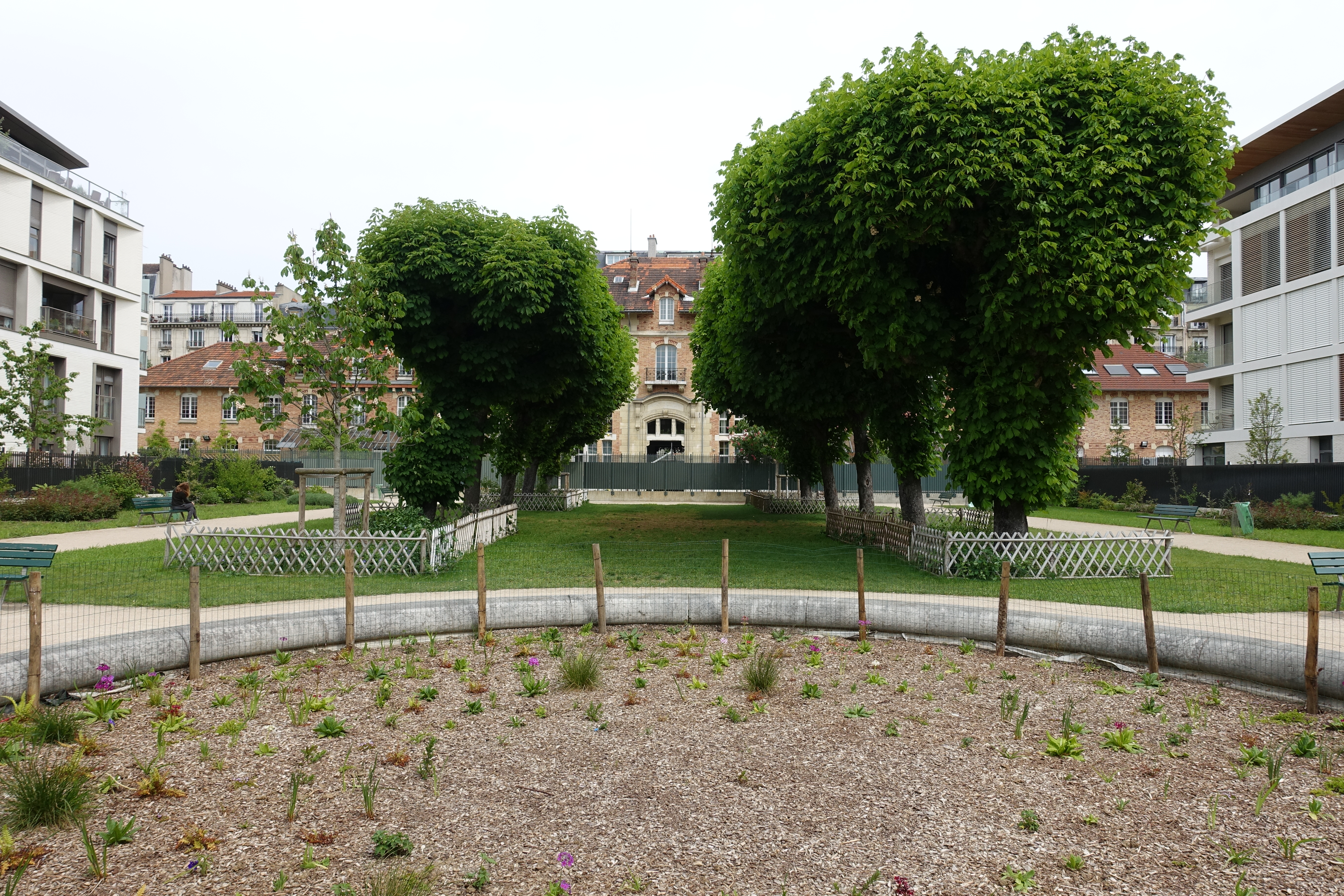
Jardin de l'écoquartier.